# 川添野愛
川添 野愛 （かわぞえ のあ、1995年〈平成7年〉2月5日 - ）は、日本の女優。東京都出身。オフィス・メイ所属。身長 163 cm。血液型はA型。

## 略歴
6歳から高校3年まで13年間杉並児童合唱団に在籍し、年2回の東京定期演奏会や全国各地演奏旅行 （招聘）では数多くの主役を務めた。芝居・歌 （オペラ・ミュージカル曲）・シアターダンス・バレエ等を学び、小学校6年生頃から200名の合唱団のトップを張る。この期間にテレビ番組「世界一受けたい授業」に出演したことがある。
多摩美術大学造形表現学部映像演劇学科出身。大学在学中に衣装デザインとして『ポルトレ PORTRAIT』の制作に携わっている。大学の教授だった青山真治に勧められた女優の道に進む。
2019年3月、「東京演劇道場」に参加。

## 人物
特技は歌とダンス。
趣味は写真。

## 出演

### テレビドラマ
- 贖罪の奏鳴曲 （2015年1月 - 2月、WOWOW） - 日下部洋子 役
- 恋愛時代 （2015年4月 - 6月、読売テレビ） - 鬼塚のぞみ 役
- OLですが、キャバ嬢はじめました （2016年6月 - 7月、MBS/TBS）
- 死幣-DEATH CASH- （2016年7月27日、TBS）
- バウンサー （2017年4月14日、BSスカパー!）
- 東京ヴァンパイアホテル （2017年6月16日、Amazon Prime Video）
- 池波正太郎時代劇 光と影 （2017年10月3日、BSジャパン）
- 池波正太郎時代劇スペシャル「雨の首ふり坂」 （2018年1月、J:COM・時代劇専門チャンネル）
- パフェちっく! （2018年3月31日 - 6月2日、FOD） - 藤秋桜 役
- 限界団地 （2018年6月 - 7月、東海テレビ） - チャン・リンリン 役
- ハラスメントゲーム 第2話 （2018年10月22日、テレビ東京） - 三田望海 役
- 立花登青春手控え3 第4回 （2018年11月30日、NHK BSプレミアム） - おちせ 役
- his〜恋するつもりなんてなかった〜 （2019年4月 - 6月、メ〜テレ・tvk） - 飛島松子 役
- 騎士竜戦隊リュウソウジャー 第26話・第27話 （2019年9月15日・22日、テレビ朝日） - 須藤千佳 役
- 相棒 18 第13話 （2020年1月22日、テレビ朝日） - 三ッ谷乙羽 役
- サイレント・ヴォイス 行動心理捜査官・楯岡絵麻 特別篇 悪魔の学問 （2020年3月7日、BSテレ東） - 敷島花音 役
- 家政夫のミタゾノ 第4シリーズ 第5話 （2020年7月3日、テレビ朝日） - 泉果穂 役
- 特捜9 Season3 第8話 （2020年7月8日、テレビ朝日） - 岡崎美緒 役
- 大江戸もののけ物語 第二話 （2020年7月24日、NHK BSプレミアム） - お雪 役
- だから私はメイクする 最終話 （2020年11月12日、テレビ東京） - 熊谷すみれ〈大学時代〉 役
- 捜査一課長 season5 第3話 （2021年4月29日、テレビ朝日） - 橋本優里 役
- 探偵☆星鴨 第3話 （2021年5月11日、日本テレビ） - 元演劇部部員 中野明美 役
- ハコヅメ〜交番女子の逆襲〜 第8話 （2021年9月8日、日本テレビ） - レストランの客 桃香 役
- 駐在刑事Season3 第3話 （2022年1月28日、テレビ東京） - 本田希美 役
- ゴシップ#彼女が知りたい本当の○○ 第7話 （2022年2月17日、フジテレビ） - 武藤梢 役[11]
- 特集ドラマ「二十四の瞳」 （2022年8月8日、NHK BSプレミアム / BS4K） - 香川マスノ 役
- 育休刑事 第9話 （2023年6月13日、NHK総合・NHK BS4K） - 臼井奈苗 役
- 大河ドラマ べらぼう〜蔦重栄華乃夢噺〜 第17回・第19回 （2025年5月4日・18日、NHK） - 鶴子 役[12]
- ドッペルマリッジ -夫には妻が2人います- （2025年5月8日 - 、読売テレビ） - 森宮リカコ 役[13][14]

### 映画
- ジョニーの休日 （2017年3月11日、「若手映画作家育成プロジェクト」での公開） - 道子 役
- マイ・カントリー マイ・ホーム （2018年2月）
- パパはわるものチャンピオン （2018年9月21日） - ユリ 役
- パーフェクトワールド 君といる奇跡 （2018年10月5日）
- ブレス （2019年3月16日、「Short Trial Project 2018」内での公開）
- ミュジコフィリア （2021年11月19日） - 谷崎小夜 役
- 忌怪島/きかいじま （2023年6月16日） - 三浦葵 役[15]
- 緑のざわめき （2023年9月1日） - 絵里 役[16][17][18]
- 義父養父 （2023年12月15日）[19]
- Chime （2024年8月2日） - 宮下文江 役[20]
- 歩女 （2024年8月3日）[21]
- カオルの葬式 （2024年11月22日） - 梨花 役[22]
- 舞倒れ （2024年春公開） - 歌見 役[23]
- もういちどみつめる（2025年11月22日公開予定）[24]

### 舞台
- 「セールスマンの死」（2018年11月3日 - 18日、KAAT神奈川芸術劇場 / 11月29日 - 30日、東海市芸術劇場大ホール / 12月8日 - 9日、兵庫県立芸術文化センター 阪急中ホール）
- 「走り去る人たち」（2019年2月3日、東京芸術劇場シアターウエスト）
- 「春のめざめ」（2019年4月13日 - 29日、KAAT神奈川芸術劇場 / 5月6日、東広島芸術文化ホール（くらら）大ホール / 5月11日 - 12日、兵庫県立芸術文化センター 阪急中ホール）[25]
- 「ピテカントロプス・エレクトス -あるいは私たちはどこから来たのか、私たちはどこへ行くのか?」（2024年5月24日 - 6月2日、東京芸術劇場 シアターイースト）[26]

### CM
- WEBCM「イオン サクラフェスティバル編」 （2018年3月）
- WEBCM 福島の酒「NASAKE」 （2018年10月 - ）
- TVCM 第一生命「幸せの道〜行ってきます篇」 （2020年3月 - ）
- TVCM 丸源ラーメン「感動肉そば！編」 （2021年9月 - ）

### MV
- 響心SoundsorChestrA『台北より愛をこめて』収録曲「吉祥寺=花屋Girl」 （2016年4月6日）
- Emerald『Pavlov City』リードトラック「step out」 （2017年10月18日）
- ASIAN KUNG-FU GENERATION『BEST HIT AKG 2 （2012-2018）』新曲「生者のマーチ」 （2018年3月28日）